# Hakan Günday
Hakan Günday (Isla de Rodas, 29 de mayo de 1976) es un escritor turco.

## Biografía
Nacido en Rodas, Günday se formó en la Universidad de Hacettepe de Ankara y después en la Universidad Libre de Bruselas, ciudad en la que su padre estaba destinado como diplomático. Finalmente dejó la carrera de Ciencias políticas por la literatura. Gündayy es uno de los jóvenes escritores más premiados de la escena literaria turca. Apasionado de los viajes y de la literatura, identifica su obra con Viaje al fondo de la noche, de Louis-Ferdinand Céline.
Desde la publicación de Kinyas Kayra, considerada la primera novela underground turca, se ha convertido en autor de numerosas novelas que cada año están entre las más leídas en Turquía. Entre ellas, Daha! (publicada en español como ¡Daha!: si mi padre no fuera un asesino yo estaría muerto. Catedral, 2017), nombrada Mejor Novela Turca en 2011 y Premio Médicis Extranjero en 2015 en Francia, cuyo argumento es el tráfico de personas en Europa y señala las condiciones de los migrantes que intentan acceder al continente a través de Turquía.